# Habeas data
Habeas data és una acció constitucional o legal que té qualsevol persona que figura en un registre o banc de dades, d'accedir a tal registre per conèixer quina informació existeix sobre la seva persona, i de sol·licitar la correcció d'aquesta informació si li causés algun perjudici. La traducció literal de la frase llatina és “[obliguem a] disposar de les dades”.
Aquest dret es va anar expandint i va començar a ser reglamentat tant per lleis d'habeas data com per normes de protecció de dades personals.
També es va encomanar a Organismes de control la vigilància sobre l'aplicació d'aquestes normes. Així hi ha en diversos països (com l'Uruguai, Argentina, Espanya i França) organismes de control que tenen per missió supervisar el tractament de dades personals per part d'empreses i institucions públiques. També se sol exigir una declaració dels fitxers de caràcter personal per generar transparència sobre la seva existència.

## Constitucions que reconeixen aquest dret
- Argentina
- Brasil
- Uruguai
- Colòmbia
- Espanya
- Veneçuela
- Perú
- Panamà[1] (Articles 42 i 43)

## Lleis que reconeixen el dret d'habeas data i protecció de dades personals
- Argentina: Llei 25.326 - Protecció de les Dades Personals (octubre 2000)
  - Llei 1.845 Ciutat Autònoma de Buenos Aires
  - Llei 7447 Província de San Juan
  - Llei 3246 Província de Rio Negro
  - Llei 4360 Província del Chaco
  - Llei 4244 Província de Chubut
- Bolívia Llei 2631 Art. 23, reformada el 2004
- Xile (article 12 de la llei 19.628)
- Colombia[2]
- Espanya: Llei Orgànica 15/1999 de 13 de desembre de Protecció de Dades de Caràcter Personal
- México[3]
- Nicaragua Llei d'Accés a l'Informacion
- Panamà Llei 6 del 22 de gener de 2002.
- Paraguai
- Perú
- Uruguai[4]

## Reconeixement jurisprudencial
- Espanya: En sentencia 292/2000 de 30 de novembre del Tribunal Constitucional que reconeix el dret a la protecció de dades com un dret autònom del dret a la intimitat.
- El Salvador: el 2004 es va reconèixer, per primera vegada i mitjançant sentència de la Cort Suprema de Justícia, com a dret fonamental de tots els salvadorencs la protecció de dades o autodeterminació informativa, derivat d'un procés d'empara constitucional que l'advocat Boris Rubén Solórzano va interposar contra una empresa dedicada a la recopilació i comercialització d'informació creditícia, DICOM. Per ara, la figura del hábeas data només pot ser analitzada per la mateixa Cort de Justícia, en no existir una llei especial que reguli la protecció de dades al Salvador. Actualment l'advocat Boris Solórzano és President de l'Associació Salvadorenca per a la Protecció de Dades i Internet, INDATA d'El Salvador.[5] El President d'INDATA, Lic. Boris Solórzano, presenta el 10 de desembre de 2007 -Dia Internacional dels Drets Humans- una demanda en la Cort Suprema de Justícia d'El Salvador contra l'empresa Infornet S.A. de C.V. per comercialitzar amb 4 milions de dades personals de salvadorencs sense cap control i sense el consentiment dels titulars, violentant el dret a la protecció de dades de tots aquests salvadorencs, dret fonamental ja reconegut per la jurisprudència del mateix tribunal el 2004, tornant ell un mandat constitucional d'obligatori compliment, derivat de l'article 2 de la Constitució que regula el dret a la intimitat, sol·licitant un hábeas data col·lectiu. En l'esmentada demanda es va usar la jurisprudència Argentina de la Unió d'Usuaris versus Citibank, on es va reconèixer que una associació de consumidors estava legitimada per representar interessos col·lectius dels afectados.[6]
- Argentina: la Cambra Comercial en el cas "Unió d'Usuaris v. Citibank" va condemnar a l'entitat financera per compartir dades amb tercers sense permís i es va declarar la legitimació activa d'una associació de consumidors per demandar per la via d'habeas data.[7]